# هنریک اینگبرگستن
هنریک اینگبرگستن (انگلیسی: Henrik Ingebrigtsen؛ زادهٔ ۲۴ فوریهٔ ۱۹۹۱) ورزشکار دو و میدانی اهل نروژ است.
وی در مسابقات کشوری و بین‌المللی در مجموع برندهٔ ۱ مدال نقره و ۲ مدال برنز شده‌است.